# Brug 1089

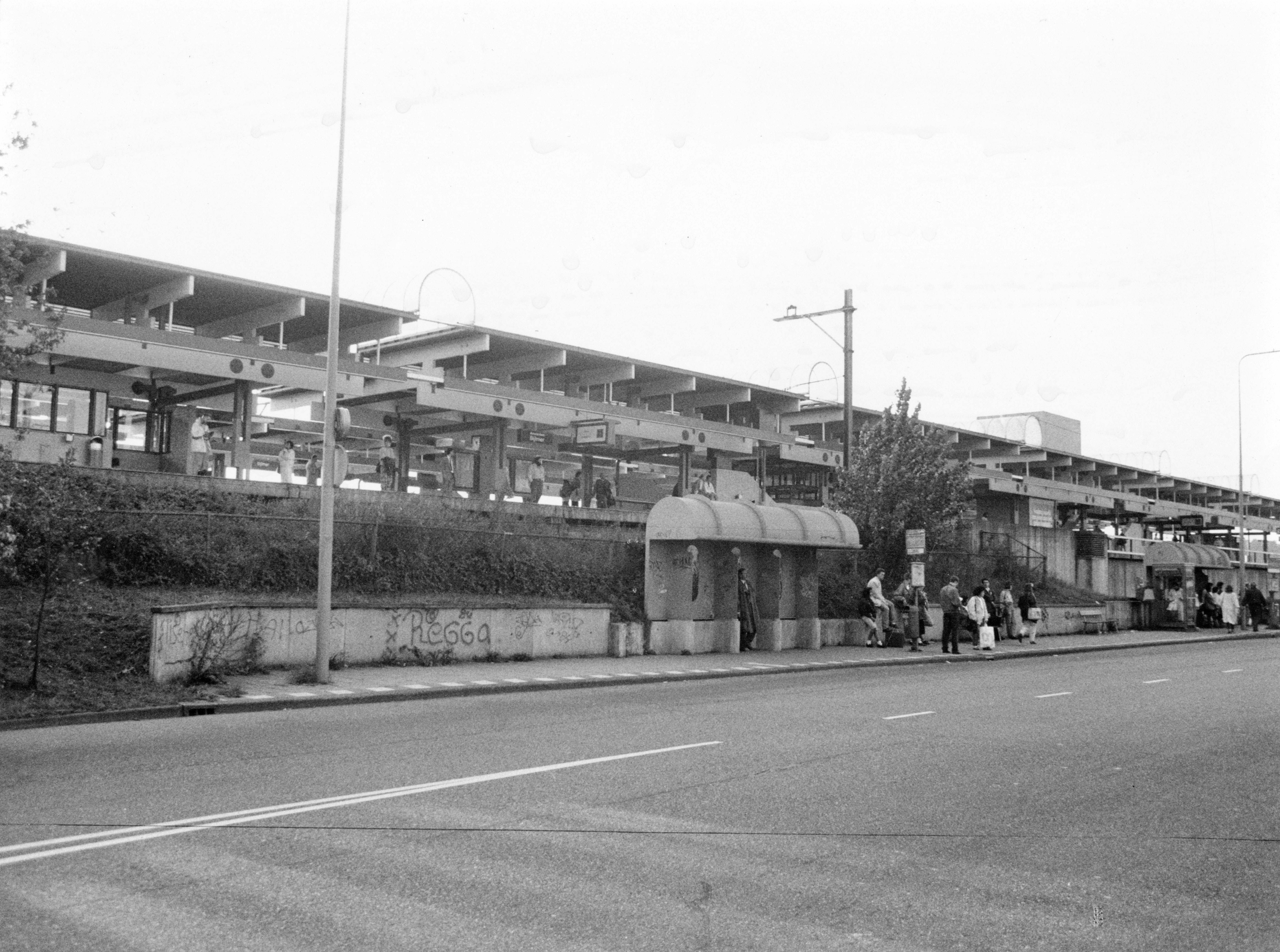
Busplatform voor station Bijlmer (1985-1995)

Brug 1089 was een bouwkundig kunstwerk in Amsterdam-Zuidoost.
Bij de tweede versie van het Station Bijlmer (1976) lag het busstation op de Bijlmerdreef op maaiveldniveau aan de oostzijde. Tijdens werkzaamheden waarbij de Bijlmerdreef voor het station alsnog halfhoog werd uitgevoerd werd rond 1982 aan de oostzijde een busplatform gebouwd waarbij het busstation tijdelijk naar de westzijde van het station op de plaats van de oude spoorbaan aan de kant waar nu het huidige busstation ligt werd verplaatst. Dat busplatform werd gebouwd over een voetpad aansluitend aan de voetgangersonderdoorgang onder het station. Op 6 februari 1981 werd de aanbesteding uitgeschreven. Het is niet duidelijk wie deze brug heeft ontworpen, Dirk Sterenberg was veelal verantwoordelijk voor de bruggen in deze wijk, maar de brug komt van de Dienst Metro, alwaar Sier van Rhijn en Ben Spängberg aan het werk waren. Ongeveer gelijktijdig werd gewerkt aan het kantorencomplex Nieuw-Amsterdam van Pi de Bruijn. 
Het busstation met een aantal halteplaatsten en abri's aan beide kanten van de weg bood plaats aan  stadsbussen van het GVB en streekbussen van Centraal Nederland. Het station was na de wijziging slechts langs een smal trappetje bereikbaar maar rond 1988 kwam in verband met opwaardering van het station een bredere trap voor de toegankelijkheid van het verbouwde station waarbij onder meer enkele winkels verschenen. 
Rond 2000 begonnen de werkzaamheden ten behoeve van het derde station waarbij het busstation voor zes jaar werd verplaatst naar de Foppingadreef ca. 250 meter oostelijk van het station. Met de afbraak van dat station ten faveure van het veel bredere station geopend in 2007 verdween ook brug 1089 maar ook de Bijlmerdreef op dit gedeelte uit het straatbeeld. Er is niets van terug te vinden.
<<< · 1000 · 1001 · 1002 · 1003 · 1004 · 1005 · 1006 · 1007 · 1008 · 1009 · 1010 · 1011 · 1012 · 1013 · 1014 · 1018 · 1028 · 1029 · 1030 · 1032 · 1033 · 1034 · 1035 · 1036 · 1037 · 1038 · 1039 · 1040 · 1041 · 1044 · 1045 · 1046 · 1048 · 1049 · 1050 · 1051 · 1062 · 1063 · 1064 · 1065 · 1066 · 1067 · 1076 · 1077 · 1078 · 1083 · 1090 · 1092 · 1093 · 1094 · 1095 · 1096 · 1097 · 1098 · 1099 · >>>
Brugnummers  1015, 1016, 1017, 1019, 1020, 1021, 1022, 1023, 1024, 1025, 1026, 1027, 1031, 1042, 1043, 1047, 1052/1053 (niet gebouwd), 1054, 1055, 1056, 1057, 1058, 1059, 1060, 1061, 1068, 1069-1075, 1079, 1080, 1081, 1082, 1084-1088, 1089 en 1091 (onbekend) zijn niet meer vergeven. De meesten daarvan zijn gesloopt in verband met sanering Zuidoost. Alle bruggen lagen en liggen in Zuidoost behalve bruggen 1000 en 1002.